# Janvier 1793
Cette page présente les faits marquants du mois de janvier 1793.

## Événements

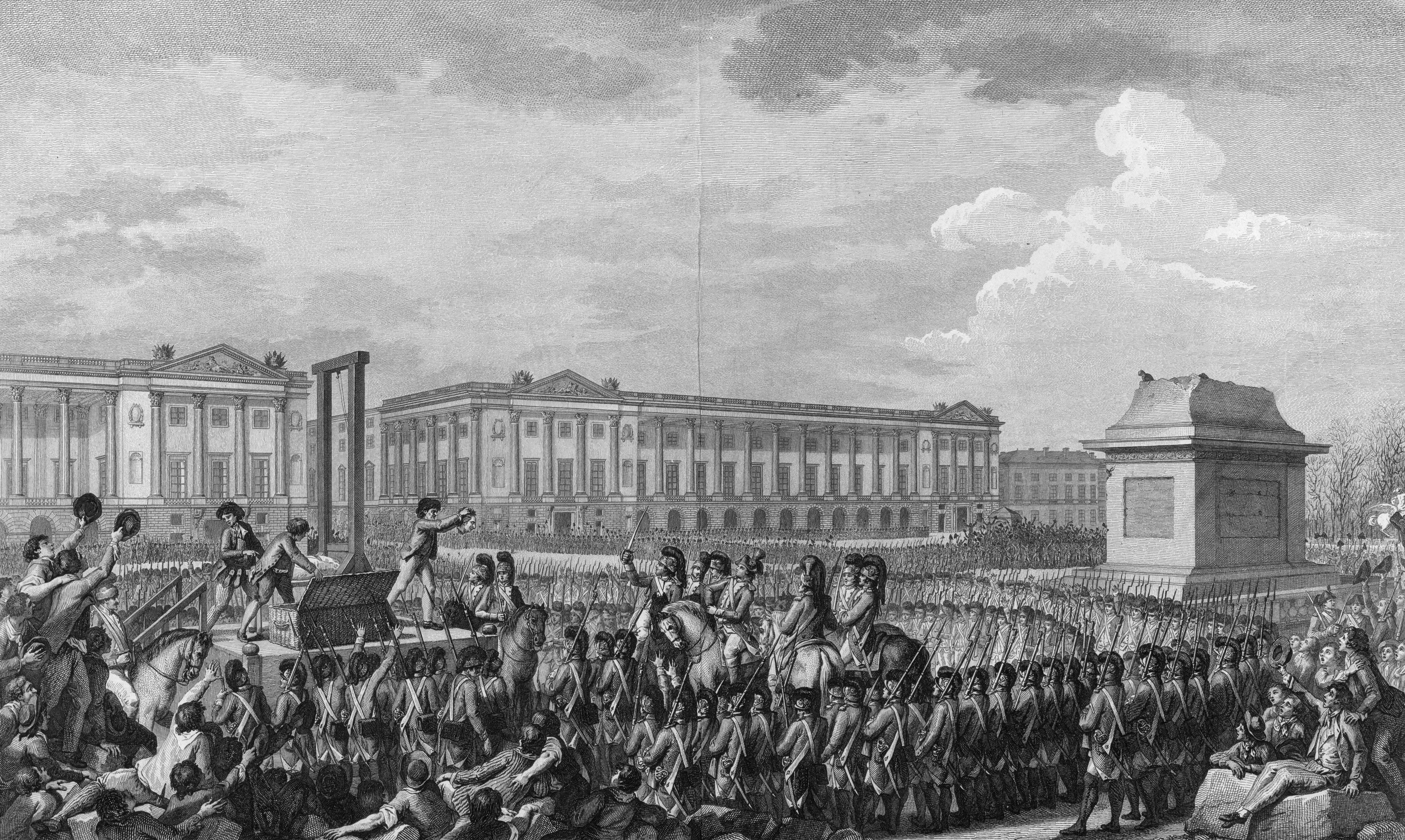
21 janvier : exécution de Louis XVI

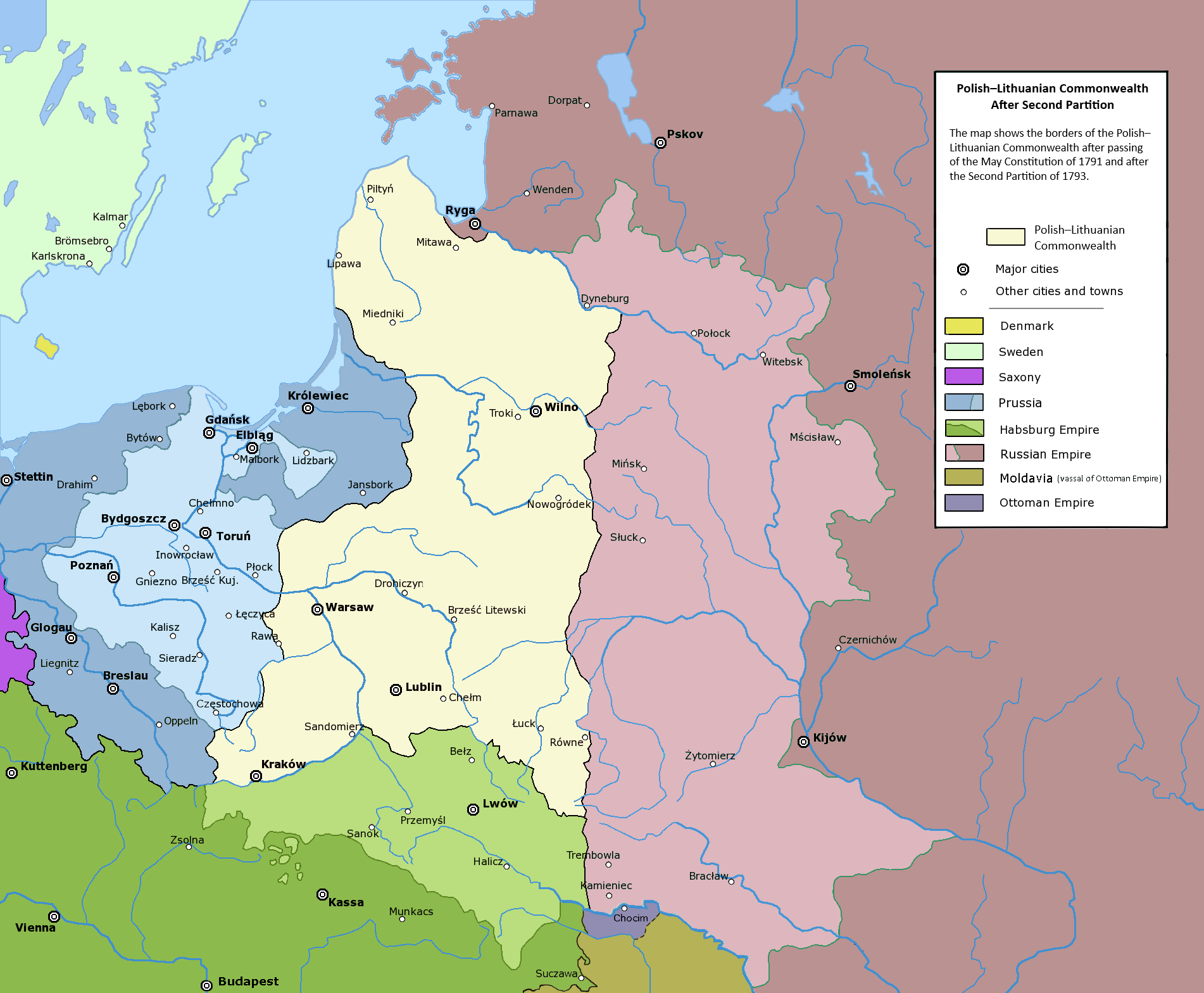
23 janvier : deuxième partition de la Pologne

- France : démission de Jean Marie Roland, ministre de l’Intérieur, incapable d’élaborer une politique de prix.

- 9 janvier :
  - Fondation de la Société patriotique de La Havane[1].
  - Jean-Pierre Blanchard effectue sa quarante cinquième ascension dans un dirigeable à hydrogène à Philadelphie pour atterrir près de Woodbury (New Jersey). Il réalise ainsi le premier voyage aérien aux États-Unis.

- 13 janvier, France : à la tribune de la Convention, Danton exprime la « doctrine » des frontières naturelles de la France : « Les limites de la France sont marquées par la nature, nous les atteindrons des quatre coins de l’horizon, du côté du Rhin, du côté de l’Océan, du côté des Alpes. Là doivent finir les bornes de notre République. »

- 16 janvier, Birmanie : le roi Bodawpaya arrache le Tenasserim à la Thaïlande[2].

- 18 janvier, France : première bataille de la Tannerie.

- 19 janvier, France : condamnation à mort du roi Louis XVI par la Convention, à une majorité de 387 votes « mort sans condition » sur 721 députés ayant voté.

- 20 janvier, France : assassinat de Louis-Michel Lepeletier de Saint-Fargeau, député de la Convention par un royaliste parce qu'il avait voté la mort de Louis XVI .

- 21 janvier : exécution de Louis XVI, guillotiné[3].

- 23 janvier : deuxième partage de la Pologne. La convention de partage de la Pologne est signée à Saint-Pétersbourg entre la Russie (Ukraine, Podolie, Volhynie et l’est de la Lituanie, soit 250 000 km2) et la Prusse (Dantzig, Thorn et Grande-Pologne avec Poznań, soit 57 000 km²)[4]. La Pologne perd un territoire de 307 000 km², peuplé d’environ trois millions d’habitants. Elle n’est plus qu’un État tampon de 212 000 km2 et de quatre millions d’habitants.

- 24 janvier : la Prusse, se déclarant solidaire de la Russie, occupe la Pologne occidentale[5].

- 28 janvier : le comte de Provence, en exil à Hamm, se proclame Régent du royaume de France[6]. La Russie rompt avec la France après l’exécution de Louis XVI. Catherine II de Russie reconnaît le comte de Provence comme régent du royaume de France[7]. Tous les Français séjournant en Russie doivent prêter un serment de non adhésion aux principes de la Révolution.

- 31 janvier - 4 février : le comté de Nice et Monaco sont rattachés à la France après un vote de la population et forment le 85e département sous le nom d'Alpes-Maritimes.

## Naissances
- 3 janvier : Lucretia Mott,née Coffin le dans le Nantucket et morte le 11 novembre 1880 à Philadelphie, était une féministe, abolitionniste et pasteur quaker nord-américaine.
- 21 janvier : Théodore Olivier (mort en 1853), mathématicien français.

## Décès
- 1er janvier : Francesco Guardi, peintre italien.
- 20 janvier : Louis-Michel Lepeletier de Saint-Fargeau, assassiné. (° 29 mai 1760).
- 21 janvier : Louis XVI, roi de France, guillotiné sur ordre du tribunal révolutionnaire (° 23 août 1754).
- 30 janvier : Armand Tuffin de La Rouërie, gentilhomme breton, héros de la guerre d’indépendance américaine et l’organisateur de l'Association bretonne.